# Peter Achinstein
Peter Achinstein (* 30. Juni 1935 in New York City) ist ein US-amerikanischer Philosoph und Wissenschaftshistoriker. 

## Leben
Achinstein studierte an der Harvard University und schloss dieses Studium 1956 mit dem B.A. ab. Ebenfalls in Harvard machte er 1958 seinen M.A. und 1961 seinen Ph. D. Er spezialisiert sich auf Wissenschaftstheorie und ist auch auf dem Gebiet der Wissenschaftsgeschichte ausgewiesen. 
Achinstein hat Lehraufträge und Stipendien der John Simon Guggenheim Memorial Foundation, des National Endowment for the Humanities (NEH) und der National Science Foundation (NSF) erhalten und hat Professuren am Massachusetts Institute of Technology (MIT), an der Stanford University und an der Hebräischen Universität von Jerusalem wahrgenommen.
Achinstein lehrte lange Jahre an der Johns-Hopkins-Universität und ist seit Januar 2009 Professor am Center for History and Philosophy of Science der Yeshiva University.
Er ist verheiratet und hat zwei Kinder.

## Veröffentlichungen
Neben Artikeln (u. a. The Identity of Properties) ist Achinstein ist der Autor von
- Law and Explanation. An Essay in the Philosophy of Science. Clarendon Press, Oxford 1971.
- Concepts of Science. A philosophical Analysis. Johns Hopkins Press, Baltimore MD 1968.
- Particles and Waves. Historical Essays in the Philosophy of Science. Oxford University Press, Oxford 1991, ISBN 0-19-506547-6.

Neuere Publikationen sind:
- The Book of Evidence. Oxford University Press, Oxford u. a. 2003, ISBN 0-19-514389-2.
- Is There a Valid Experimental Argument for Scientific Realism? In: The Journal of Philosophy. Band 99, Nummer 9, 2002, S. 470–495, JSTOR:3655684.
- als Herausgeber: Science Rules. A Historical Introduction to Scientific Methods. Johns Hopkins University Press, Baltimore MD u. a. 2004, ISBN 0-8018-7943-4.

## Auszeichnungen
- 1993: Lakatos Award (zusammen mit Alexander Rosenberg) für seine Monographie Particles and Waves: Historical Essays in the Philosophy of Science[1]